# Elena Vasil'evna Glinskaja
Elena Vasil'evna Glinskaja (in russo Елена Васильевна Глинская?; ... – Mosca, 4 aprile 1538) fu la seconda moglie del gran principe Basilio III di Russia e reggente del trono di Russia per cinque anni (1533-1538) in vece di suo figlio Ivan IV.

## Biografia
Figlia del principe Vasilij L'vovič Glinskij e della principessa Anna di Serbia dovette la sua fortuna alla parentela con il suo potente zio, principe Michail Glinskij, e alla scelta del principe Basilio di divorziare nel 1526 dalla sua precedente moglie, Solomonija Saburova, per sposarla.
Nonostante la forte opposizione della Chiesa ortodossa russa, il divorzio acquistò efficacia ed Elena diede alla luce i figli Ivan (il futuro Ivan il Terribile) nel 1530 e Jurij (futuro principe di Uglič) in 1532. Sul suo letto di morte, Basilio III trasferì i suoi poteri a Elena Glinskaja fino a quando il primogenito Ivan non fosse stato abbastanza maturo per governare il paese. Gli storici del tempo non ci forniscono alcun'altra informazione sullo status di Elena dopo la morte di marito: tutto ciò che è dato sapere è che il suo potere poteva essere definito come reggenza e che tutti i boiardi avrebbero dovuto rendere a lei conto. Per questa ragione il tempo intercorrente tra la morte di Basilio e quella della moglie nel 1538 viene chiamato con l'espressione "il regno di Elena".
Elena Glinskaja si oppose alle rivendicazioni dei fratelli del marito, Jurij di Dmitrov e Andrej di Starica che riuscì a far imprigionare rispettivamente nel 1534 e nel 1537. Il regno di Elena è anche conosciuto per i frequenti conflitti tra la stessa e il metropolita Daniele a causa delle sue relazioni con il giovane boiardo chiamato Ivan Fëdorovič Ovčina-Telepnev-Obolenskij. Nel 1535 Elena pose in essere una riforma dell'apparato valutario che portò all'introduzione di sistema monetario unico all'interno del regno. In politica estera provvide a siglare l'armistizio con la Lituania nel 1536.
Alcuni storici ritengono che sia stata avvelenata dalla famiglia boiarda dei Šujskij, che usurparono il potere dopo la sua morte.